# Guida Diehl
Guida Diehl (* 29. Juli 1868 in Schischkin/Gouvernement Cherson, Russisches Kaiserreich; † 11. September 1961 in Laurenburg) war eine deutsche Pädagogin und Gründerin des Neulandbundes. Sie verfasste verschiedene frauenpolitische und religiöse Schriften, die sie größtenteils im Verlag des Neulandbundes veröffentlichte. Daneben war sie von 1916 bis 1940 Herausgeberin der Zeitschrift Neuland (ab 1924 Neulandblatt).

## Leben
Guida Diehl wurde 1868 als Tochter des Lehrers Peter Diehl und der ehemaligen Kaiserswerther Diakonisse Karoline Rüter im deutschsprachigen Gebiet von Odessa, Gouvernement Cherson, geboren. Sie hatte vier ältere Geschwister. Aufgrund der Russifizierungsgesetze kehrte die Familie 1870 nach Deutschland zurück, wo der Vater eine Lehrerstelle an einer Höheren Mädchenschule in Frankfurt (Main) erhielt. Peter Diehl wurde ein Anhänger Adolf Stoeckers und stand in Verbindung mit Friedrich Naumann. Er wirkte an der Gründung des evangelischen Arbeitervereins mit. Seine Tochter begleitete ihn häufig zu Veranstaltungen und kannte von daher Stöcker und Naumann persönlich.
Nach dem Besuch der höheren Mädchenschule absolvierte Guida Diehl das Lehrerinnenseminar und legte dort 1886 ihr Examen ab. Danach arbeitete sie zwei Jahre als Hauslehrerin bei einer jüdischen Familie in Brüssel. Nach ihrer Rückkehr unterrichtete sie an verschiedenen Schulen in Frankfurt/Main und erhielt schließlich 1893 eine feste Anstellung an einer Volksschule. Als Leiterin eines Jungmädchenvereins war sie Mitglied der „Konferenz aller Leiterinnen der Jungmädchenvereine in Frankfurt“. Sie lernte den Pfarrer Johannes Burckhardt kennen, der ihr eine Stelle als Reisesekretärin anbot. Zu diesem Zweck wurde sie 1912 für einige Monate beurlaubt und arbeitete in Berlin. 1914 wurde sie nach Rotenburg a. d. Fulda versetzt, Ende dieses Jahres wurde sie für ein Jahr beurlaubt und nahm ihre Arbeit in Berlin wieder auf. 1916 gründete sie den Neulandbund. 1920 verlegte sie ihren Wohnsitz nach Eisenach, von wo aus sie den Neulandbund mit Unterbrechungen und nach 1945 mit Unterstützung des Bischofs Moritz Mitzenheim bis Ende der 1950er Jahre leitete. Sie ging 1959 in ein Altersheim in Laurenburg, wo sie 1961 verstarb.

## Wirken und Denken
Diehl engagierte sich früh in der evangelischen Frauenbewegung. Sie gründete die Frankfurter Ortsgruppe des DEF, dessen Vorsitz sie von 1902 bis 1912 innehatte. Sie kämpfte für das kirchliche Frauenstimmrecht. Des Weiteren gründete sie die Ortsgruppe des Gewerkvereins der Heimarbeiterinnen und den Evangelischen Arbeiterinnenverein für Frankfurt und Umgebung. Ziel war es, den Arbeiterinnenstand wirtschaftlich und geistig zu stärken und somit den Einfluss der Sozialdemokratie einzudämmen. Im Zuge ihres frauenpolitischen Engagements setzte sie sich gegen Prostitution ein.
Im Ersten Weltkrieg war sie zunächst Aktivistin des Nationalen Frauendienstes, wurde aber bereits 1915 zu dessen Kritikerin. Sie echauffierte sich über den hohen jüdischen Mitgliederanteil und darüber, dass karitative Aufgaben zu sehr im Fokus standen und weniger der „geistige Mitkampf“. Stattdessen wollte sie einen Kriegsbund deutscher Frauen gründen, der sich dem geistigen „Mitkampf“ widmen sollte. Jüdinnen sollten darin keine Ämter übernehmen. Doch dazu kam es nicht mehr. Stattdessen gründete sie 1916 den Neulandbund. Während des Weltkrieges und der frühen Jahre der Weimarer Republik durchlief sie eine Entwicklung von der bürgerlich-evangelischen Frauenführerin hin zur fanatischen Nationalistin. Sie brach mit der bürgerlichen Bewegung und wandte sich völkischem Denken zu. Statt Frauenthemen wurden nationale Themen immer wichtiger; die Frauenfrage sah sie jetzt nur in diesem Kontext. Für unliebsame Entwicklungen hielt sie die Frauen verantwortlich, da sie die Trägerinnen der Kultur und Sittlichkeit eines Volkes seien. 1926 gründete sie den Deutschen Frauenkampfbund gegen die Entartung im Volksleben. In Diehls geistigem Horizont gab es eine weibliche und eine männliche Sphäre. Sie forderte ein getrenntes Schulsystem, Frauenuniversitäten, Erhöhung der Anzahl an Professorinnen und eigene Frauenparlamente. Des Weiteren forderte sie ein Berufsverbot für verheiratete Frauen, Schließung der öffentlichen Kinderbetreuung und einen Lohn für Hausarbeit.
Daneben war Diehl in der Bildung für Mädchen und junge Frauen tätig. Sie eröffnete 1926 eine Mütterschule und leitete von 1927 bis 1938 ein Gemeindehelferinnenseminar. Sie war ab 1918 Mitglied der DNVP und trat zum 1. Oktober 1930 der NSDAP bei (Mitgliedsnummer 339.212).
Nach einem bereits latent vorhandenen Antisemitismus vertrat sie ab 1929 offen antisemitische und rassistische Ansichten. Sie hatte auch die Vorstellung, dass jede Rasse ihr eigenes Christentum hervorbringt und gilt als Vordenkerin der Deutschen Christen. Ihr Buch Erlösung vom Wirrwahn – eine Streitschrift gegen Mathilde Ludendorffs antichristlicher Schrift Erlösung von Jesu Christo – wurde 1931 in den Nationalsozialistischen Monatsheften positiv besprochen und ihr Kampf „gegen die Verhöhnung der Christus-Persönlichkeit“ gelobt, wobei sie „den Weg zum deutschen Christentum“ zeigen würde, das sich „frei machen will aus klerikaler Machtpolitik“.
1932 wurde sie Sachbearbeiterin für Kultur- und Erziehungsaufgaben in der Reichsleitung der NSDAP und 1933 Reichssachbearbeiterin für Glaubensfragen der Vereinigung Deutsche Christen. Zugleich war sie erste Kulturreferentin der Nationalsozialistischen Frauenschaft. Ende 1933 endete ihre politische Karriere.
Die Lebensborn-Politik lehnte sie ab, besonders empörend fand sie die Aussage, dass auch die unverheirateten Mütter zum Kinderkriegen ermuntert werden sollten. In Reaktion darauf veröffentlichte sie im Januar 1940 im Neulandblatt den Aufsatz Die Unverbrüchlichkeit der Gottesgesetze. Daraufhin wurde im Juni die Zeitschrift verboten, Diehl aus der Reichsschrifttumskammer ausgeschlossen und ein Parteiausschlussverfahren eingeleitet. Ihr wurde vorgeworfen, mit dem deutschen Exkaiser und seiner Frau zu korrespondieren und zwei halbjüdische Kinder zu beherbergen. Sie wehrte sich gegen das Parteiausschlussverfahren und argumentierte damit, eine „Alte Kämpferin“ der „Bewegung“ zu sein. Ihre Ansicht gegenüber dem Lebensborn verteidigte sie mit Zitaten aus Hitlers Mein Kampf. Tatsächlich konnte sie bewirken, dass sie wieder in die Reichsschrifttumskammer aufgenommen wurde. Ihre Zeitschrift blieb jedoch verboten. Diehl kommentierte: „Niemals hätte ich so ernste Mahnungen im Neulandblatt seit 1933 veröffentlichen können, wenn ich nicht als Mitglied der Partei ein Recht dazu gehabt hätte.“
Nach dem Krieg betrachtete sie sich als Opfer des Nationalsozialismus. Eine kritische Reflexion ihres Wirkens im Nationalsozialismus fand nicht statt.

## Trivia
Der heute häufig verwendete Begriff Freizeit als Bezeichnung zum Beispiel für Feriencamps geht auf Guida Diehl zurück.
Laut Silvia Lange war die zum Christentum konvertierte Jüdin Lina Lejeune (1881–1967) ihre langjährige Lebensgefährtin.

## Werke (Auswahl)
- Hilfsheft für Studienkränzchen zum Studium des Buches von Wurster und Hennig: „Was jedermann heute von der Inneren Mission wissen muß“[8]. Verband der evangelischen Jungfrauenvereine Deutschlands, Berlin 1913, DNB 580837076.
- Heilige Flamme, glüh! Deutschlands weiblicher Jugend im großen Kriege gewidmet von Guida Diehl. Warneck, Berlin 1915, DNB 361409931.
  - Heilige Flamme, glüh! Deutschlands weiblicher Jugend und ihren Freunden im großen Kriege gewidmet von Guida Diehl. 2., völlig umgearb. Auflage. Evangelischer Verband zur Pflege der Weiblichen Jugend Deutschlands, Berlin-Dahlem 1916, DNB 36140994X.
  - Heilige Flamme, glüh! Ein Weckruf an Deutschlands Jugend in Knechtschaftszeit. 3., erw. Auflage. Mit einem zweiten Teil: Volk in Not. Geschichtlicher Rückblick über die letzten zwei Jahrzehnte von Max Gerlach. Neulandverlag, Eisenach 1928, DNB 578671867.
- Unser Neulandbund. Seine Entstehungsgeschichte in Aufsätzen aus der ersten 1 1/2 Jahren „Neuland“. Burckhardthaus-Verlag, Berlin/Dahlem/Leipzig 1917, DNB 361409958.
- Deutscher Frauenwille. L. Klotz, Gotha 1928, DNB 575465719.
- Erlösung vom Wirrwahn. Wider Dr. Mathilde Ludendorff und ihr Buch „Erlösung von Jesu Christo“.[9] Neulandverlag, Eisenach 1931, DNB 57285286X.
- Der Ruf der Wende: Erneuertes Christsein (= Schriftenreihe der Eisenacher Arbeitsringes. Schrift 4). Neulandverlag, Eisenach1932, DNB 579646424.
- Die deutsche Frau und der Nationalsozialismus. Neulandverlag, Eisenach 1932, DNB 572852886; 2., etwas umgearb. Auflage. 1933, DNB 572852894.
- Christen erwacht! Neulandverlag, Eisenach 1939, DNB 572852851; 19402, DNB 572852843.
- Christ sein heißt Kämpfer sein. Die Führung meines Lebens. Brunnen-Verlag, Gießen 1959, DNB 450932141.